# Liste der Kulturgüter in Bremgarten bei Bern
Die Liste der Kulturgüter in Bremgarten bei Bern enthält alle Objekte in der Gemeinde Bremgarten bei Bern im Kanton Bern, die gemäss der Haager Konvention zum Schutz von Kulturgut bei bewaffneten Konflikten, dem Bundesgesetz vom 20. Juni 2014 über den Schutz der Kulturgüter bei bewaffneten Konflikten sowie der Verordnung vom 29. Oktober 2014 über den Schutz der Kulturgüter bei bewaffneten Konflikten unter Schutz stehen.
Objekte der Kategorie A sind vollständig in der Liste enthalten, Objekte der Kategorie B sind im Gemeindegebiet nicht ausgewiesen, Objekte der Kategorie C fehlen zurzeit (Stand: 1. Januar 2023). Unter übrige Baudenkmäler sind geschützte Objekte zu finden, die im Bauinventar des Kantons Bern als «schützenswert» verzeichnet sind.

## Kulturgüter
| Foto |                                                             | Objekt                            | Kat. | Typ | Standort                                  | Beschreibung |
| ---- | ----------------------------------------------------------- | --------------------------------- | ---- | --- | ----------------------------------------- | --- |
| ja   | Datei hochladen · Wikidata zu Schloss Bremgarten (Q2240407) | Schloss Bremgarten KGS-Nr.: 00806 | A    | G   | Aeschenbrunnmattstrasse 2 600354 / 202947 | Das in den Jahren 1743 bis 1747 für Gabriel von Wattenwyl erbaute Schloss ersetzte eine bis ins 11. Jahrhundert zurückreichende Burg, den einstigen Sitz der Freiherren von Bremgarten. Während die Hoffassede aus einem durch zwei Ecktürme flankierten Säulenperistyl besteht, präsentiert sich die leicht konvexe Gartenfassade als siebenachsige Putzfront mit hohen Rundbogenfenstern und Korbbogenportal in der Mittelachse. Die Gartenanlage wurde 1918 von Gustav Ammann gestaltet. |

## Übrige Baudenkmäler
Hinweis: Anstelle der KGS-Nummer wird als Objekt-Identifikator (ID) die Grundstücksnummer verwendet.
| ID      | Foto |                                                                          | Objekt                                              | Typ | Standort                                  | Beschreibung                                                                                     |
| ------- | ---- | ------------------------------------------------------------------------ | --------------------------------------------------- | --- | ----------------------------------------- | ------------------------------------------------------------------------------------------------ |
| 25      | BW   | Datei hochladen                                                          | Landsitz (um 1700/1710)                             | G   | Birchi 1 599815 / 203448                  |                                                                                                  |
| 31      | BW   | Datei hochladen                                                          | Ehemaliges Schulhaus und Gemeindeschreiberei (1833) | G   | Aeschenbrunnmattstrasse 6 600220 / 202994 |                                                                                                  |
| 35      | BW   | Datei hochladen                                                          | Schlossscheune (1566)                               | G   | Kirchweg 3 600443 / 202951                |                                                                                                  |
| 37      | BW   | Datei hochladen                                                          | Engländergrab (1840)                                | K   | Kirchweg N.N. 600508 / 202809             |                                                                                                  |
| 38      | ja   | Datei hochladen · Wikidata zu Reformierte Kirche (Q1443348)              | Reformierte Kirche (um 1100)                        | G   | Kirchweg 7 600494 / 202822                |                                                                                                  |
| 40      | BW   | Datei hochladen                                                          | Pfrundscheune (Ende 18. Jh.)                        | G   | Kirchweg 5 600427 / 202896                |                                                                                                  |
| 41      | BW   | Datei hochladen                                                          | Pfarrhaus (1857)                                    | G   | Kirchweg 2 600419 / 202882                |                                                                                                  |
| 46      | BW   | Datei hochladen                                                          | Bauernhaus (um 1744)                                | G   | Chutzenstrasse 27 599758 / 203030         |                                                                                                  |
| 56      | BW   | Datei hochladen                                                          | Wohnstock (frühes 16. Jh.)                          | G   | Hohstalenweg 2 598865 / 202673            |                                                                                                  |
| 60      | ja   | Datei hochladen · Wikidata zu Bauernhaus (1817) (Q112936203)             | Bauernhaus (1817)                                   | G   | Kalchackerstrasse 113 598904 / 202620     |                                                                                                  |
| 136     | ja   | Datei hochladen · Wikidata zu Seftausteg (Q2265832)                      | Seftausteg (1920/21)                                | G   | Seftausteg N.N. 600019 / 202030           | Objekt liegt hälftig auf dem Gemeindegebiet von Bremgarten bei Bern (ID 136) und Bern (ID 1321). |
| 137     | BW   | Datei hochladen                                                          | Ofenhaus (um 1800)                                  | G   | Hohstalenweg 2a 598871 / 202694           |                                                                                                  |
| 139     | BW   | Datei hochladen                                                          | Landsitz Aarwyl (1771)                              | G   | Chutzenstrasse 29 599784 / 203065         |                                                                                                  |
| 175     | BW   | Datei hochladen                                                          | Brunnen des ehemaligen Rüttigutes (1770/71)         | K   | Rüttiweg N.N. 599784 / 202443             |                                                                                                  |
| 209     | ja   | Datei hochladen · Wikidata zu Ehemaliger Landsitz Belvédère (Q112943714) | Landsitz Belvédère (1770)                           | G   | Kalchackerstrasse 104 598946 / 202633     |                                                                                                  |
| 624 ff. | BW   | Datei hochladen                                                          | 51 Terrassenhäuser (1965–1972)                      | G   | Ländlistrasse 46–92 599543 / 202504       |                                                                                                  |
| 1455    | ja   | Datei hochladen · Wikidata zu Brückenzöllner-Wohnhaus (Q112945339)       | Brückenzöllner-Wohnhaus (1838)                      | G   | Ländlistrasse 104 599208 / 202599         |                                                                                                  |